# Ejszyszki (gmina)
Gmina Ejszyszki (lit. Eišiškių seniūnija) – gmina w rejonie solecznickim okręgu wileńskiego na Litwie.

## Miejscowości
Miejscowości w gminie Ejszyszki: Dumbla, Dzimitry, Ejszyszki, Emilucyn, Hornostaiszki, Hubertowo, Janiszki (okręg wileński), Korklinie, Motejkany, Okla, Podworańce (gmina Ejszyszki), Songiniszki, Tawsiuny, Wilkańce, Wiszkuńce, Wysokie (gmina Ejszyszki), Żechaliszki.